# Michał Ghébrē
Michał Ghébrē (ur. 1791 w Dibo West Gojam w Etiopii, zm. 28 sierpnia 1855) – etiopski lazarysta, męczennik, błogosławiony Kościoła katolickiego.

## Życiorys
Michał Ghébrē urodził się w 1791 roku. Rozpoczął studia w pobliskim mieście Mertolé Mariam. W wieku 25 lat ukończył studia a następnie został przyjęty do klasztoru w Mertolé-Mariam. Otrzymał święcenia kapłańskie. Był doradcą przy tworzeniu katechizmu w miejscowym języku amharskim. 
Został aresztowany i trafił do więzienia, gdzie był torturowany. Zmarł 28 sierpnia 1855 roku w wieku 64 lat. Beatyfikował go Pius XI w dniu 3 października 1926 roku.